# Aderus bottegoi
Aderus bottegoi es una especie de coleóptero de la familia Aderidae. Fue descrita científicamente por Maurice Pic en 1905.

## Distribución geográfica
Habita en Etiopía.